# Kim khánh

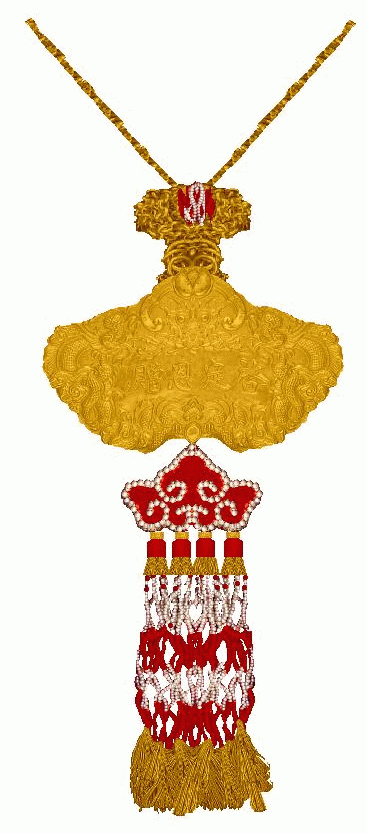
Một mẫu kim khánh.

Kim khánh (chữ Hán: 金磬) là một loại trang sức đặc biệt dùng để khẳng định địa vị tôn quý thời nhà Nguyễn, do chính Hoàng đế ban tặng cho các quý tộc, đại thần. Kim khánh có vai trò giống như một tưởng niệm chương hay huân chương ngày nay. Sau khi Việt Nam trở thành một nước cộng hòa, địa vị của kim khánh cũng bị bãi bỏ.
Kim khánh là một vật trang sức khá phù hợp với trang phục áo dài lụa trong giới quý tộc, quan lại thời Nguyễn, nhưng dưới mắt người châu Âu thì nó là một trang sức khá khác thường. Nó có hình dáng cách điệu như một chiếc khánh, một loại nhạc cụ cổ truyền của người Trung Quốc, được làm bằng vàng (hoặc bằng bạc đối với ngân khánh và bằng ngọc đối với ngọc khánh), cùng với các các họa tiết trang trí như long (hoặc long châu), lân, quy và phụng. Đôi khi kim khánh cũng có dạng hình chữ nhật, dùng ban cho các công chúa. Bên dưới là chuỗi ngọc kết thành dạng cách điệu của một con dơi (đồng âm với "phúc" trong Hán Việt), được làm bằng ngọc trai trắng và cam, các hạt san hô đỏ và trắng, ngọc trai nước ngọt và vàng. Phía sau kim khánh có dòng chữ Hán ghi niên hiệu của hoàng đế ban tặng. Dòng chữ Hán phía trước ghi phân biệt để khẳng định địa vị của người được ban tặng.
Kim khánh là tưởng niệm chương đặc biệt của nội bộ triều đình nhà Nguyễn. Tuy vậy, vào năm 1875, một kim khánh đặc biệt đã được triều đình Tự Đức trao cho Tổng thống Pháp Adolphe Thiers sau Hòa ước Giáp Tuất. Một phiên bản giản lược cũng được tạo ra để trao tặng cho các quan chức thực dân của Pháp hoặc các vương công ở châu Á như Susuhunan của Surakarta Pakubuwono X.
Kích thước của kim khánh thường có chiều rộng 85 mm và cao 153 mm. Nó được trao trong một chiếc hộp hình chữ nhật bằng bạc hoặc vàng có trang trí hình rồng và lót lụa đỏ.

## Lịch sử
Kim khánh được cho là ban hành đầu triều Nguyễn, dưới thời Gia Long hoặc Minh Mạng. Không rõ kim khánh ban đầu này ra đời vào những thời điểm cụ thể nào và bao gồm những hạng bậc gì. Những kim khánh thời Thiệu Trị có chạm hình hai con rồng chạm nổi hướng về mặt trời, được trang điểm bằng ngọc trai tốt, với dòng chữ Hán Ân tứ (恩賜, "vua ban") nạm bằng ngọc trai. Kim khánh thời kỳ này chỉ dành riêng cho hoàng tộc hoặc cho một trong bốn vị đại thần Tứ trụ triều đình.
Kim khánh hiếm khi được ban cho thường dân, nó được tạo ra nhằm ban thường cho các văn quan võ tướng có công trạng xuất sắc. Chỉ những quan viên cấp cao mới có quyền đeo kim khánh nơi công cộng. Những người khác phải cất chúng ở nhà. Thay vào đó, họ được quyền sử dụng các loại kim tiền hoặc ngân tiền để đeo ở nơi công cộng (chiểu theo sắc chỉ của vua Đồng Khánh năm 1885).
Ngoài ra, còn có một loại Đại hạng Kim khánh chỉ danh ban thường cho các quan lai cao cấp cao tuổi (60 hoặc 70 tuổi) nhằm tôn vinh công lao của những vị này đối với triều đình.

## Các hạng và các biến thể
Theo sắc chỉ của vua Đồng Khánh năm 1885, đĩa kim khánh có các hạng được làm bằng vàng (kim khánh), mạ vàng (tử kim khánh) hoặc bằng bạc (ngân khánh). Thiết kế của kim khánh có hình chạm nổi hai con rồng đối mặt với mặt trời (hoặc một minh châu rực lửa).
Cho đến năm 1885, kim khánh chỉ gồm 2 hạng:
| Hạng               | Hình ảnh |
| ------------------ | -------- |
| Đại hạng Kim khánh |          |
| Kim khánh          |          |

Năm 1885, vua Đồng Khánh chia hạng kim khánh thành 3 hạng nhỏ, tổng cộng thàng 4 hạng:
| Hạng               | Mô tả                                                                          | Hình ảnh |
| ------------------ | ------------------------------------------------------------------------------ | -------- |
| Đại hạng Kim khánh | Dòng chữ Hán ghi Đồng Khánh sắc tứ (同慶敕賜) và Báo nghĩa thù huân (報義酬勳) |          |
| Trung kim khánh    | Tương tự như trên, nhưng trọng lượng nhẹ hơn.                                  |          |
| Thứ kim khánh      | Dòng chữ Hán ghi Sanh thiện thượng công (旌善賞功).                            |          |
| Tiểu kim khánh     | Dòng chữ Hán ghi Lao năng khả tưởng (勞能可獎).                                |          |

Vào năm Thành Thái thứ 12 (1900), Kim khánh dành cho các quan lại Việt Nam được đổi như sau:
| Âm Hán Việt         | Dòng chữ Hán | Hình ảnh |
| ------------------- | ------------ | -------- |
| Báo nghĩa thù huân  | 報義酬勳     |          |
| Gia thiện sanh năng | 嘉善旌能     |          |
| Lao năng khả tưởng  | 勞能可獎     |          |

Đối với người Pháp và người ngoại quốc, vua Thành Thái đã cho lập ra 3 hạng kim khánh. Một mặt ghi dòng chữ Đại Nam Hoàng Đế sắc tứ (大南皇帝敕賜) nhưng mặt còn lại có những dòng chữ khác nhau.
| Âm Hán Việt         | Dòng chữ Hán | Hình ảnh |
| ------------------- | ------------ | -------- |
| Nhất hạng Kim Khánh | 一項金磬     |          |
| Nhị hạng Kim Khánh  | 二項金磬     |          |
| Tam hạng Kim Khánh  | 三項金磬     |          |

## Ngọc khánh
Ngọc khánh (玉 磬) là một cấp phân biệt cao hơn cả kim khánh. Ngọc khánh chỉ được ban tặng cho những đại thần nhất phẩm. Nó được làm bằng ngọc và có dòng chữ Trân bửu (珍寶, "Bảo vật quý giá") trước niên hiệu của Hoàng đế.

## Miền Nam Việt Nam
Sau khi nhà Nguyễn sụp đổ, quy chế kim khánh cũng bị bãi bỏ. Khi chính thể Đệ nhất Cộng hòa Việt Nam được thành lập ở miền Nam Việt Nam, tổng thống Ngô Đình Diệm, một cựu quan lại nhà Nguyễn, đã sử dụng hình ảnh cách điệu của kim khánh như là quốc huy Đệ nhất Cộng hòa, với các họa tiết rặng tre, bút lông (tượng trưng cho các quan chức dân sự) và thanh kiếm (tượng trưng cho các chỉ huy quân sự), thay cho các họa tiết rồng và chữ Hán của thời phong kiến.

## Hình ảnh

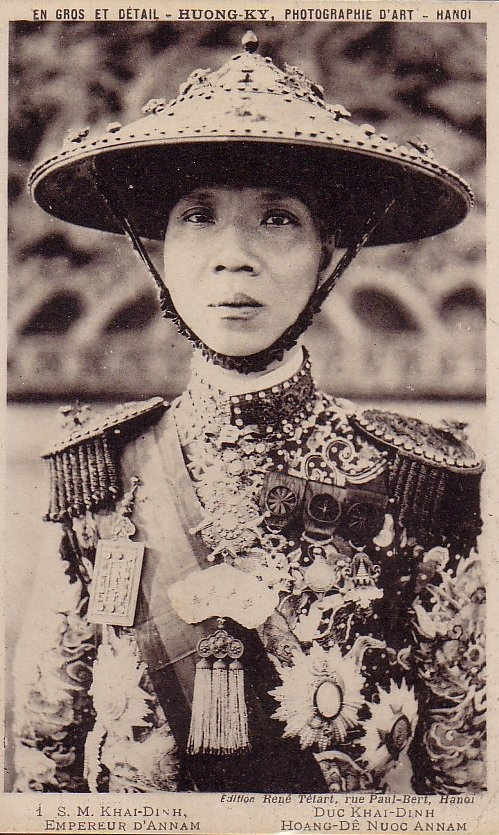
Vua Khải Định với kim bài, ngọc khánh, Đại Nam Long tinh và Bắc Đẩu bội tinh
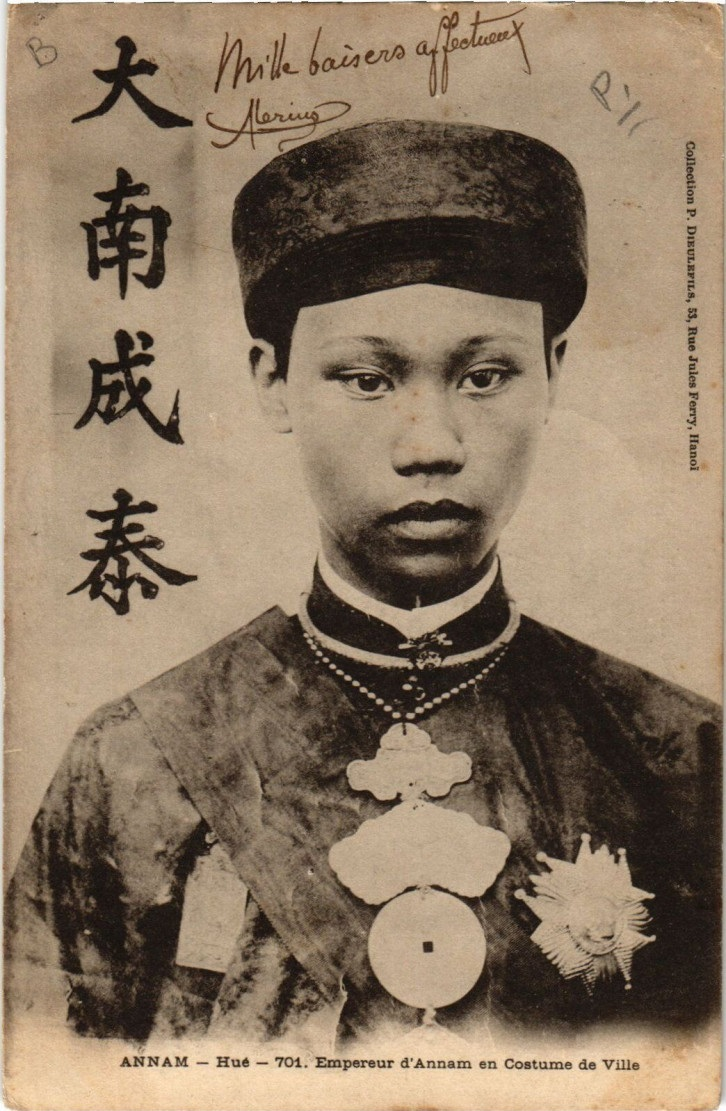
Vua Thành Thái với kim bài, ngọc khánh và Bắc Đẩu bội tinh
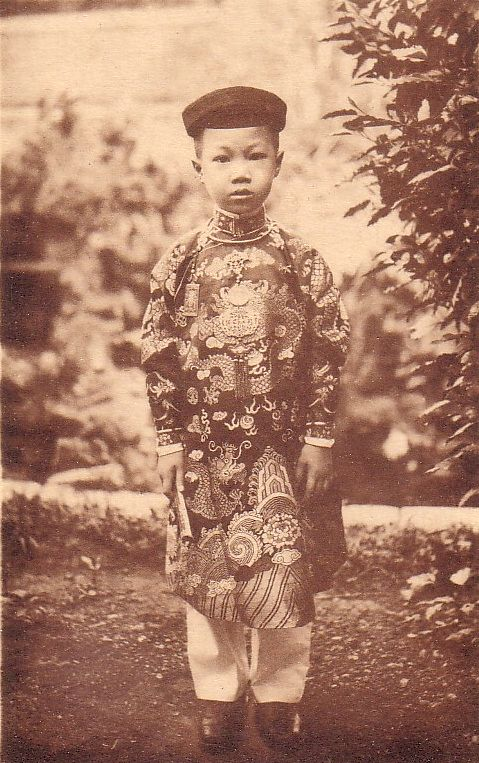
Thái tử Vĩnh Thụy với kim bài và ngọc khánh